# Молинс, Гильермо
Гильермо Федерико Молинс Палмейро (исп. Guillermo Federico Molins Palmeiro; 26 сентября 1988, Монтевидео, Уругвай) — шведский футболист, атакующий полузащитник.
Отец Гильермо — швед, мать из Уругвая. В детстве он переехал в Швецию.

## Клубная карьера
Молинс — воспитанник академии клуба «Мальмё». В 2008 году он дебютировал за команду в Аллсвенскан. 10 апреля в поединке против «Эльфсборга» Гильермо забил свой первый гол. В 2010 году Молинс помог «Мальмё» выиграть чемпионат Швеции. В 2011 году он подписал контракт на четыре года в бельгийским «Андерлехтом». 18 марта в поединке против «Сент-Трюйдена» Молинс дебютировал в Жюпиле лиге. В составе «Андерлехта» Гильермо дважды стал чемпионом Бельгии, но не играл крайне мало, за два года он принял участие всего в семи матчах. В 2013 году Молинс был отдан в аренду в испанский «Бетис». 27 января в поединке против «Райо Вальекано» он дебютировал в Ла Лиге. Из-за высокой конкуренции Молинс почти не играл.
Летом 2013 года Гильермо вернулся в «Мальмё», с которым во второй раз выиграл чемпионат и завоевал Суперкубок Швеции. В том же году он был выбран капитаном команды.
Летом 2016 года Молинс подписал контракт с китайским «Гуйчжоу Жэньхэ». В начале 2017 года Гильермо перешёл в греческий «Панатинаикос». 11 марта в матче против «Ираклис» он дебютировал в греческой Суперлиге. 23 апреля в поединке против столичного «Атромитоса» Молинс забил свой первый гол за «Панатинаикос». В 2018 года Гильермо вновь вернулся в «Мальмё».

## Международная карьера
20 января 2010 года в товарищеском матче против сборной Омана Молинс дебютировал за сборную Швеции. 21 января 2014 года в поединке против сборной Исландии он забил свой первый гол за национальную команду.

### Голы за сборную Швеции
| #   | Дата           | Место                                     | Противник | Счёт | Результат | Соревнование      |
| --- | -------------- | ----------------------------------------- | --------- | ---- | --------- | ----------------- |
| 01. | 21 января 2014 | Мохаммед бин Зайед Стэдиум, Абу-Даби, ОАЭ | Исландия  | 2:0  | 2:0       | Товарищеский матч |

## Достижения
Командные
 «Мальмё»
- Чемпионат Швеции по футболу — 2010
- Чемпионат Швеции по футболу — 2013
- Обладатель Суперкубка Швеции — 2013

 «Андерлехт»
- Чемпионат Бельгии по футболу — 2011/2012
- Чемпионат Бельгии по футболу — 2012/2013